# Плут (Доктор Кто)
«Плут» (англ. Rogue) — шестой эпизод 14-го сезона британского научно-фантастического телесериала «Доктор Кто». Авторы сценария — Кейт Херрон и Бриони Редман. Режиссёр эпизода — Бен Чесселл. Премьера эпизода состоялась 8 июня 2024 года на стриминговых сервисах BBC iPlayer и Disney+.

## Сюжет
Доктор и Руби посещают бал в 1813 году. Руби проводит время с гостьей бала Эмили, а Доктор находит Плута, охотника за головами, который разыскивает чулдура, инопланетянина-оборотня, принявшего обличие человека ради косплея на «Бриджертонов», развлечения и последующего убийства всех людей на балу. Плут сперва принимает Доктора за чулдура, но тот доказывает обратное, и у них завязываются романтические отношения. Они привлекают внимание чулдуров, которых оказалось несколько, с помощью скандала в виде совместного танца, в ходе которого Плут делает предложение Доктору с кольцом. Доктор использует ловушку Плута, в которую попали как оборотни, так и Руби, так как ранее она узнала, что Эмили тоже является оборотнем, и притворилась одним из чулдуров. Доктор не решается пожертвовать своей спутницей, из-за чего Плут решается спасти Руби, встав на её место, говорит Доктору найти его и переносит себя и чулдуров в другое измерение. Руби утешает Доктора, и тот надевает кольцо Плута на свою руку.

## Производство

### Разработка
Сюжет эпизода происходит в городе Бат в Англии 1813 года, в эпоху Регентства. Стиль эпизода сравнивали с сериалом «Бриджертоны», который упоминается в самом эпизоде, и романом «Гордость и предубеждение». Шоураннер сериала Расселл Ти Дейвис заявил, что он и исполнительный продюсер «Бриджертонов» Шонда Раймс — фанаты друг друга. Он также пояснил, что в сериале Раймс «Анатомия страсти» есть серия, где фанаты «Доктора Кто» борются за его автограф. Дейвис сказал, что в его глазах эпизод в стиле «Бриджертонов» — это «отплата за комплимент». Исполнительный продюсер Фил Коллинсон нанял Джека Мёрфи хореографом эпизода, после того как узнал, что тот работал над «Бриджертонами». Сценарий эпизодами написан сценаристками Кейт Херрон и Бриони Редман. Трансляция эпизода на британском телевидении и iPlayer была посвящена памяти Уильяма Расселла, сыгравшего в сериале Иэна Честертона, одного из первых спутников Доктора в сериале, и скончавшегося за пять дней до выхода эпизода.

### Костюмы
Художник по костюмам Пэм Даун ранее работала над фильмом с сеттингом в эпоху Регентства и пыталась одеть актёров в более широкую палитру цветов, нежели типично для этого жанра. Она взяла вдохновение от собственных картин, «Бриджертонов» и более современных образов. Гатва в эпизоде носил белые штаны с вельветовым пиджаком. Даун рассматривала пиджак Гатвы как отсылку к предыдущим Докторам, в особенности к Третьему Доктору в исполнении Джону Пертви. Костюм Гроффа включал синий фрак.

### Съёмки
Режиссёром эпизода стал Бен Чесселл. Съёмки проходили в мае 2023 года. Эпизод был частью четвёртого съёмочного блока сезона вместе со вторым эпизодом сезона, «Дьявольский аккорд». Среди съёмочных локаций были Особняк Тредегар в городе Ньюпорт (Уэльс), оранжерея в парке Маргам Кантри и дом Лей-Корт неподалёку от Бристоля. 80 % корабля Плута была собрано из остатков от съёмочных площадок предыдущих эпизодов, в том числе «Дикая синяя даль» (2023) и «Космические малыши» (2024).

### Актёрский состав
Пятнадцатого Доктора сыграл Шути Гатва, а его спутницу Руби Сандей — актриса Милли Гибсон.
В мае 2023 года было объявлено, что Джонатан Грофф сыграет в «Докторе Кто». Были слухи, что Грофф мог заменить Джона Барроумэна в роли капитана Джека Харкнесса. Роль Гроффа оказалась заглавной в эпизоде, охотник за головами по прозвищу Плут, хотя некоторые критики отмечали схожесть персонажей Плута и Харкнесса. Грофф сказал, что он раньше никогда не смотрел «Доктора Кто», и перед съёмками Дейвис выслал ему пять эпизодов для просмотра, включая «Неземное дитя» (1963).
В том же месяце было объявлено, что Индира Варма сыграет герцогиню. Ранее Варма исполняла роль Сьюзи Костелло в первом сезоне спин-оффа «Доктора Кто» «Торчвуд» (2006). Пол Форман исполнил роль лорда Бартона. На портрете появилось изображение актрисы Сьюзан Твист, что продолжило появление актрисы в каждом эпизоде сезона в разных ролях. Среди остальных актёров были Мишель Гринидж в роли Карлы Сандей, матери Руби, и Эшли Кэмпбелл в роли дворецкого.
В одной сцене эпизода появляются изображения предыдущих инкарнаций Доктора. Среди них была Доктор-беглец в исполнении Джо Мартин, а также появилось лицо Ричарда Э. Гранта. Грант ранее играл одну из инкарнаций пародийной версии Доктора в благотворительном спецвыпуске «Доктор Кто и проклятие неизбежной смерти» (1999), озвучил альтернативную версию Девятого Доктора в анимационном сериале «Крик Шалки» (2003), а также сыграл роль Великого разума в 7-м сезоне (2012—2013) непосредственно в самом сериале. К Гранту специально приезжали из съёмочной группы ради фотографий для появления в эпизоде.

### Музыка
В эпизоде использованы оркестровые версии современной популярной музыки, что характерно для сериала «Бриджертоны», включая «Bad Guy» (2019) Билли Айлиш и «Poker Face» (2008) Леди Гаги. Каверы были исполнены музыкальным коллективом Vitamin String Quartet. Доктор напевает песню «Pure Imagination» из музыкального фильма «Вилли Вонка и шоколадная фабрика» (1971). Также в эпизоде звучит песня «Can't Get You Out of My Head» (2001) певицы Кайли Миноуг, которая ранее играла роль Астрид Пет в эпизоде «Путешествие проклятых» (2007).
Оркестровая версия «Libertango» Астора Пьяцоллы играет во время танца Доктора и Плута. Британский скрипач Джонатан Хилл опубликовал видеозапись, где он записывает сольную часть «Libertango» и указал композитора Тома Плэйера как автора аранжировки. Также в эпизоде есть аранжировка «Маленькой ночной серенады» Моцарта.

## Релиз и критика
| Агрегированные оценки            | Агрегированные оценки |
| Источник                         | Рейтинг               |
| -------------------------------- | --------------------- |
| Rotten Tomatoes (Tomatometer)    | 100 %                 |
| Rotten Tomatoes (средняя оценка) | 8,2/10                |
| Оценки критиков                  |                       |
| Источник                         | Рейтинг               |
| Digital Spy                      | [ 48 ]                |
| Empire                           | [ 49 ]                |
| Evening Standard                 | [ 50 ]                |
| i                                | [ 51 ]                |
| IGN                              | 8/10                  |
| Radio Times                      | [ 53 ]                |
| The Independent                  | [ 54 ]                |
| Total Film                       | [ 55 ]                |
| Vulture                          | [ 56 ]                |

### Релиз
Премьера эпизода состоялась одновременно на стриминговых сервисах BBC iPlayer и Disney+ в полночь по британскому времени 8 июня 2024 года. На канале BBC One эпизод был показан позднее, вечером 8 июня.

### Рейтинги
За вечер на телеканале BBC One эпизод посмотрело 2,11 млн человек. Полный рейтинг за неделю составил 3,521 млн зрителей (включая просмотры на iPlayer). Среди всех выпусков недели на британском телевидении эпизод занял 14-е место (7-е место среди уникальных программ недели, 5-е место среди выпусков недели на BBC One, 4-е место среди уникальных программ на BBC One), а среди выпусков дня (субботы) на британском телевидении занял 1-е место.

### Критика
Согласно агрегатору рецензий Rotten Tomatoes, 100 % из 19 критиков дали эпизоду положительный отзыв, их средняя оценка составила 8,2 из 10. Консенсус критиков на сайте гласит: «Будучи чувственной вариацией одной конкретной драмы эпохи Регентства, „Плут“ пускается в пляс вместе с нарядным бесшабашьем». Актёрская игра Гатвы и Гроффа было хорошо отмечена критиками.
Джим Тринка из VG247 положительно отозвался об эпизоде, похвалив сценарий, а также общую схожесть с предыдущими эпизодами сериала, в частности со 2-м сезоном (2006). Роберт Андерсон из IGN также дал положительный отзыв, отметив использование персонажа Доктора, игру Гроффа и чулдуров как антагонистов, но покритиковал то, что эпизод слишком сильно опирается на отсылки к «Бриджертонам». Ребекка Кук из Digital Spy отметила химию между Гатвой и Гроффом, также похвалив игру Индиры Вармы.
Стефан Мохамед из Den of Geek оценил химию и романтическую связь между Гатвой и Гроффом в ролях Доктора и Плута, но раскритиковал концовку, где неожиданный сдвиг чулдуров ко всемирной угрозе показался поспешным. Эмили Мюррей из Total Film раскритиковала недостаточное вовлечение и взаимодействие с персонажем Руби, а также показавшийся ей отодвинутый на второй план сюжет с чулдурами. Луиз Гриффин из Radio Times заявила, что хотя эпизод не останется «классикой на все века», но он является весёлым изменением тональности по сравнению с прошлыми эпизодами сезона. Она раскритиковала чулдуров как антагонистов и отсылки к «Бриджертонам».

## Новеллизация
Новеллизация эпизода написана сценаристками Кейт Херрон и Бриони Редман и стала доступна для предзаказа в июне 2024 года. Была выпущена в бумажной версии и в формате аудиокниги 8 августа 2024.